# Raći
Pour les articles homonymes, voir Raci.
Raći (en serbe cyrillique : Раћи) est un village de l'est du Monténégro, dans la municipalité de Podgorica.

## Démographie

### Évolution historique de la population
| 1948 | 1953 | 1961 | 1971 | 1981 | 1991 | 2003 |
| ---- | ---- | ---- | ---- | ---- | ---- | ---- |
| 100  | 84   | 74   | 82   | 71   | 80   | 30   |